# Zastava Abhazije
Zastava Abhazije je u crvenom kantonu otvorena šaka koja predstavlja abhaski narod. Sedam zvijezda simbolizira sedam abhaskih regija. Sedam je abhaski sveti broj. Sedam zelenih i bijelih boja prikazuje toleranciju koja omogućava suživot kršćana i muslimana.
Sedam provincija Abhazije su Sadzen, Bzip, Gumaa, Abziva, Samurzakan, Dal-Cabal i Pskij-Ajbga.